# Estación San Luis del Palmar
San Luis del Palmar es una estación de ferrocarril ubicada en la localidad homónima, en el Departamento Homónimo en la Provincia de Corrientes, República Argentina. 

## Servicios
Se encuentra Precedida por el Apeadero km 31 y le sigue el Apeadero Riachuelito.